# 史曲
史曲，也称色曲，位于中华人民共和国西藏自治区东部的一条河流，是瀾滄江支流麦曲的右岸支流。发源于昌都市卡若区埃西乡达久塘东南哈冲拉（山）北麓，向西北流约4千米后折向西南流，数千米后转向东南流，进入察雅县，经王卡乡帕贡村、则曲村、协地村、王卡乡政府驻地、王吉村、娘曲村、烟多镇尼欧村、王卡乡玛恩村、恩达村、波热村等地，最后于次唐东南汇入麦曲。河长82千米，流域面积1486平方千米，落差1560米，年均径流量约5.5亿立方米。史曲流域山峦起伏，沟壑纵横，河道深切。上游广布灌丛草甸，河谷地带有农田。